# Minoría Activa
Minoría Activa ist eine 1991 gegründete Hardcore-Band aus dem argentinischen Buenos Aires.

## Geschichte
Minoría Activa wurde im Jahre 1991 in der argentinischen Hauptstadt Buenos Aires gegründet und besteht aus den sechs Musikern The Moncho (Gesang), Ariel Estrella (Gesang), Chapu (E-Gitarre), Dr. Hyntu (E-Gitarre), sowie Tato (E-Bass, Backgroundgesang) und Ulrich (Schlagzeug). Die Musik ist eine Mischung aus klassischem Hardcore-Punk und Metal. Die Texte, die allesamt auf Spanisch verfasst werden, handeln zumeist über soziale Missstände.
Die Gruppe spielte auf Konzerten bereits mit Bands wie Sick of It All, Biohazard, Shelter, Agnostic Front, Better Than a Thousand und Ratos de Porão. Dabei spielte die Gruppe zudem Konzerte in Argentinien, Chile, Brasilien und Uruguay. Im Juli 2002 spielte die Gruppe auf dem A.N.I.M.A.L. Fest, dass die Band A.N.I.M.A.L. ausrichtete. Unter anderem spielte auch die Rockband Cadena Perpetua.
1994 erschien ein Split-Tape mit der Band Buenas Intenciones. Bereits zwei Jahre zuvor erschien mit Minoría Activa das Debütalbum, welches 1997 über Resiste Records erneut aufgelegt wurde. Es wurde von Flavio Cianciarullo, dem Bassisten der Band Los Fabulosos Cadillacs, produziert. 1999 erschien mit Theseveninchsessions eine CD mit Neuaufnahmen der ersten sieben Songs der Band. 2000 erschien das zweite Studioalbum Principio del Fin mit dreizehn Stücken und einem Cover-Song der Band Cock Sparrer. Diese wurde 2003 erneut aufgelegt. Zwei Jahre darauf veröffentlichte die Gruppe eine Best-of-CD mit den besten Stücken aus den Jahren 1994 bis 1997. 2005 erschien mit Neo Nemesis über X  El Cambio Records/Universal Records das dritte Album der Band. 2008 erschien mit 15 Años Gritando en el Infierno ein weiteres Best-of-Album. 2011 erschien das Album Donde Nadie Pertenece über X El Cambio Records. Als Gastsänger sind unter anderem Evan (Biohazard) und Craig Setari (Sick of It All) zu hören.
Im Dezember 2012 feierte die Gruppe mit einem Konzert im La Trastienda Club ihr 20-jähriges Bestehen.

## Diskografie
- 1992: Minoría Activa (Resiste Records)
- 1994: Reflejando Dolor (Split-Album mit Buenas Intenciones, 	Mentes Abiertas)
- 2000: Principio del Fin (Utopia Records)
- 2002: Minoría Activa 94-97 (Kompilation, Patea Discos)
- 2005: Neo Nemesis (X El Cambio Records)
- 2008: 15 Años Gritando en el Infierno (Kompilation, Universal Music)
- 2011: Donde Nadie Pertenece (X El El Cambio Records)
- 2016: The Seven Inch Sessions + Reflejando Dolor (Kompilation, X El Cambio Records)
- 2017: Involucion (X El Cambio Records)
- 2019: Hiper Mega Mosh (X El Cambio Records)